# Hrabstwo Johnson (Kentucky)

Piramida wieku hrabstwa

Hrabstwo Johnson – hrabstwo w USA, w stanie Kentucky. Według danych z 2010 roku, hrabstwo zamieszkiwało 23356 osób. Siedzibą hrabstwa jest Paintsville.